# Pycnomerus uniformis
Pycnomerus uniformis es una especie de coleóptero de la familia Zopheridae.

## Distribución geográfica
Habita en Guadalupe (Francia) (América).